# Ośrodek Zapasowy Artylerii Lekkiej typ specjalny nr 2
Ośrodek Zapasowy Artylerii Lekkiej typ specjalny nr 2 – oddział artylerii Wojska Polskiego II RP z okresu kampanii wrześniowej.
Ośrodek Zapasowy Artylerii Lekkiej typ specjalny nr 2 nie występował w pokojowej organizacji Wojska Polskiego. Był jednostką mobilizowaną zgodnie z planem mobilizacyjnym „W” we Włodzimierzu Wołyńskim, w II rzucie mobilizacji powszechnej. Jednostką mobilizującą był 27 pułk artylerii lekkiej.

## Historia i formowanie
W ramach mobilizacji powszechnej w jej II rzucie z kadry i nadwyżek rezerwistów: 27 pułku artylerii lekkiej, 13 pułku artylerii lekkiej i 3 pułku artylerii lekkiej Legionów, a przede wszystkim z zasobów kadrowych i sprzętowych oraz uzbrojenia Wołyńskiej Szkoły Podchorążych Rezerwy Artylerii im. Marcina Kąckiego i nadwyżek Szkoły Podchorążych Artylerii z Torunia. Zmobilizowano Ośrodek Zapasowy Artylerii Lekkiej typ specjalny nr 2. Ośrodek ten miał za zadanie przeszkolenie uzupełnień i formowanie baterii marszowych dla jednostek zmobilizowanych przez 3, 13 i 27 pal, oraz szkolenie podchorążych zawodowych artylerii i kanonierów z cenzusem na podchorążych rezerwy artylerii.
Etat OZAL typ specjalny nr 2 w/g planu mobilizacyjnego przewidywał:
- dowództwo ośrodka zapasowego
- bateria gospodarcza
- 2 baterie armat typu A
- 1 bateria haubic typu A
- 1 bateria armat typu B
- 1 bateria haubic typu B
- 3 baterie armat 75 mm podchorążych rezerwy
- 2 baterie haubic 100 mm podchorążych rezerwy
- 1 bateria armat 105 mm podchorążych rezerwy
- 1 bateria haubic 155 mm podchorążych rezerwy
- 1 bateria konna podchorążych rezerwy
- Komisja Doświadczalna (z personelu Centrum Wyszkolenia Artylerii z Torunia)[1]

W skład ośrodka weszły nadwyżki oficerów i podoficerów zawodowych, a także nadwyżki zmobilizowanych przez szkołę rezerwistów i sprzętu ze Szkoły Podchorążych Artylerii z Torunia. Wołyńska Szkoła Podchorążych Rezerwy Artylerii przekazała do OZAL typ spec. nr 2 swoją obsadę stałą (oficerowie, podoficerowie, podchorążowie rezerwy, szeregowi służby czynnej) oraz obsadę ośmiu baterii podchorążych rezerwy, a mianowicie 3 baterii armat 75 mm, 2 baterii haubic 100 mm, 1 baterii armat 105 mm, 1 baterii haubic 155 mm i 1 baterii konnej. Dodatkowo konie, uzbrojenie, wyposażenie i koszary. Ośrodek Zapasowy Artylerii Lekkiej typ spec. nr 2 rozpoczęto formować z chwilą ogłoszenia mobilizacji powszechnej przez ppłk. Stanisława Hackela przybyłego już w dniu 15 sierpnia 1939 roku na dowódcę Oddziału Zbierania Nadwyżek 27 pal, który sprawował stanowisko I zastępcy dowódcy środka. W skład OZAL typ spec. nr 2 sukcesywnie przybywały OZN 13 pal z Równego, OZN i Szkoła Podchorążych Artylerii z Torunia, Wołyńska SPRA na miejscu we Włodzimierzu Wołyńskim i OZN 3 pal Leg. z Zamościa. Ośrodek formalnie działalność podjął z dniem 6 września 1939 roku. Dowódcą OZAL typ spec. nr 2 został płk art. Lucjan Jasiński.

## Działania i walki jednostek sformowanych w OZAL typ spec. nr 2
Z uwagi na niemożność dotarcia do macierzystych jednostek na skutek uszkodzenia torów kolejowych i zablokowania szlaków poprzez bombardowania lotnictwa niemieckiego, jako pierwsze w skład ośrodka weszły baterie marszowe 27 i 13 pal. Następnie przekazano OZN 27 pal i sukcesywnie pozostałe części składowe ośrodka z Torunia, z WSPRA, z Równego i Łucka oraz z Zamościa. 10 września I wiceminister spraw wojskowych wydał rozkaz obrony linii rzeki Bug i utworzenia Grupy „Włodzimierz” pod dowództwem gen. bryg. Kazimierza Sawickiego.
W skład Grupy „Włodzimierz” weszły głównie ośrodki zapasowe, w tym OZ 27 DP, OZ Wołyńskiej BK i inne wśród nich OZAL typ spec. nr 2. 11 września do Włodzimierza Wołyńskiego przybył generał Sawicki i objął dowództwo grupy. Wydał rozkaz organizacji jednostek bojowych ze składu OZAL typ spec. nr 2. W nocy 12/13 września do ośrodka dołączyła bateria marszowa 3 pal Leg. ppor. rez. inż. Wolfa Rozeberga. W okresie od 11 do 13 września utworzono z posiadanych zasobów ośrodka: 3 dywizjony artylerii lekkiej (2 dywizjony 3 bateryjne armat 75 mm, dywizjon haubic 100 mm z 2 bateriami) i dywizjon artylerii ciężkiej (z baterią haubic 155 mm, baterią armat 105 mm i baterią armat 75 mm). Dla części baterii zabrakło: koni, uprzęży dla posiadanych koni, sprzętu łączności i pomiarowego artylerii. Baterie pozycyjne były przeznaczone do obrony przeciwpancernej. Jako ruchome pozostały: jeden dywizjon armat 75 mm z trzema bateriami, bateria haubic 100 mm i częściowo dywizjon ciężki. Ponadto ustawionych było na linii obrony 12 stałych działonów jako przeciwpancernych.
Dowódca Grupy „Włodzimierz” podzielił swój odcinek obrony na ośrodki przydzielając odpowiednio baterie artylerii z OZAL typ spec. nr 2:            
Ośrodek „Uściług” pod dowództwem płk. piech. Józefa Tunguz-Zawiślaka wspartego;           
- baterią pozycyjną 75 mm armat por. art. Mirona Jana Zarudzkiego[a] (SPArt.)

Ośrodek „Kompleks Leśny” („Piatydnie”) pod dowództwem ppłk. piech. Władysława Turyczyna wspierały;           
- bateria pozycyjna 105 mm armat kpt. art. Leona Meleszkiewicza (Mazowiecka SPRArt.) †1940 Katyń[9],
- bateria ruchoma armat 75 mm kpt. art. Tymoteusza Bolesty (Mazowiecka SPRArt.) †1940 Katyń[10].

Ośrodek „Włodzimierz” pod dowództwem ppłk. piech. Józefa Kutyby wspartego;           
- baterią pozycyjną 75 mm armat kpt. art. Józefa Feliksa Krzemińskiego[b] (SPArt.),
- baterią ruchomą 75 mm armat por. art. Jana Gila (Wołyńska SPRArt.) †1940 Katyń[11]

Ośrodek obrony koszar pod dowództwem ppłk. Stanisława Hackela i ppłk. art. Jana Jaremskiego wspierały;           
- bateria pozycyjna 75 mm armat kpt. Zygmunta Majewskiego,
- baterii pozycyjnej 100 mm haubic kpt. Tadeusza Sieferta
- baterii ruchomej 100 mm haubic kpt. Tadeusza Prus-Studzińskiego

Odwód Grupy „Włodzimierz” w koszarach 23 pp, pod dowództwem ppłk. piech. Józefa Gawlika z bateriami;           
- bateria ruchoma 75 mm armat ppor. Stanisława Tatarkowskiego,
- bateria ruchoma 75 mm armat kpt. art. Mieczysława Klimowicza (13 pal),
- bateria ruchoma 75 mm armat ppor. art. rez. inż. Wolfa Rozenberga[c],
- baterii stałej 155 mm haubic - NN[13]

W związku z zagrożeniem rejonu Włodzimierza Wołyńskiego 12 września ppłk Hackel otrzymał rozkaz obrony obu kompleksów koszar artyleryjskich. W jednych koszarach dowodził sam, a obroną drugiego kompleksu dowodził ppłk Jaremski. Do ich obrony przeznaczył baterię stacjonarną armat kal. 75 mm (pozycyjną) i dwie baterie haubic kal. 100 mm (jedną pozycyjną), baterią ruchomą haubic kal. 100 mm sformowaną z artylerzystów 27 pal. Z nadwyżek artylerzystów bez dział sformowano oddział piechoty do obrony koszar pod dowództwem mjr. Baranowskiego. Od 12 września rejon Włodzimierza Woł. stał się obiektem intensywnych nalotów lotnictwa niemieckiego. W późnych godzinach popołudniowych 14 września w rejon Uściługa pojawiły się czołowe jednostki niemieckiej 4 Dywizji Lekkiej, w odparciu tego podjazdu uczestniczyła bateria pozycyjna z 5 armatami por. Zarudzkiego oraz bateria ruchoma por. Gila. Rano 15 września baterie por. Gila i por. Zarudzkiego wzięły udział w odparciu silnego natarcia niemieckiego 11 pułku strzelców kawalerii zmotoryzowanej wzmocnionego pojazdami pancernymi i ostrzałem artylerii. Po czym bateria por. Gila powróciła do Włodzimierza. Ponowne natarcie niemieckie 15 września przyniosło chwilowy sukces, jednak przy wsparciu baterii armat kpt. Meleszkiewicza strzelającej z rejonu wsi Piatydnie, przywróciło kontratakiem piechoty obronę w Uściługu. Tego dnia ok. godz.15.00 zgrupowanie 4 DLek. uderzyło na Ośrodek „Włodzimierz” ppłk. Kutyby i zostało odrzucone przy wsparciu baterii por. Gila i kpt. Krzemińskiego. 16 września rejon koszar zaatakowały jednostki niemieckiej 4 DLek., skuteczny ostrzał niemieckich baterii artylerii spowodował straty w szeregach artylerzystów ośrodka i w koniach. W odparciu niemieckiego natarcia na koszary 27 pal uczestniczyły baterie ośrodka dwie haubic i jedna armat, zadając starty piechocie niemieckiej i przy szosie na Uściług zniszczyły ogniem na wprost dwa niemieckie czołgi. Artylerzyści oddziału mjr. Baranowskiego w trakcie walki, wzięli do niewoli kilku niemieckich motocyklistów. Wieczorem 16 września jednostki niemieckiej 4 DLek. wycofały się za Bug. 
17 września na wiadomość o agresji ZSRS na terytorium II RP gen. bryg. Mieczysław Smorawiński dowódca OK II przejął dowodzenie Grupą „Włodzimierz” i nie pozwolił przebijać się w kierunku południowym. Podczas odprawy oficerskiej o godz. 22.00 przekazał rozkaz o swojej decyzji mającej na celu demobilizację wojsk w rejonie Włodzimierza Woł., co spotkało się z zdecydowanym sprzeciwem większości oficerów. Z uwagi na powyższe rozwiązał Grupę „Włodzimierz”, żołnierzy zdemobilizował. Część baterii rozwiązano i działa zniszczono. Utworzone z chętnych do dalszej walki żołnierzy pododdziały płk. Tunguz-Zawiślaka podjęły nocą 18/19 września marsz w kierunku zachodnim, osiągając Horodło, lecz rozkazem gen. Smorawińskiego zostały zawrócone do Włodzimierza Woł. W koszarach WSPRA bataliony ochotnicze płk. Tunguz-Zawiślaka, podjęły walkę z otaczającymi je wojskami sowieckiej 36 Brygady Czołgów. Podjęte negocjacje przez gen. Smorawińskiego doprowadziły do wyjścia poza obszar obrony bez broni w kierunku zachodnim obrońców koszar, którzy rano 20 września zostali podstępnie wzięci do niewoli przez czołgistów sowieckich. Batalion ppłk. Klementowskiego wraz z baterią ppor. Tatarkowskiego odmówiły powrotu do Włodzimierza i pomaszerowały na zachód, gdzie dołączyły do XIX Brygady Piechoty płk. dypl. Jana Korkozowicza, inna grupa wyprowadzona z Włodzimierza przez mjr. Kiełkowskiego dołączyła do odtworzonego 43 pułku piechoty XIII Brygady Piechoty. Oba pododdziały walczyły w Kombinowanej Dywizji gen. bryg. Wołkowickiego w bitwie pod Tomaszowem Lubelskim. Większość artylerzystów z ośrodka, która nie chciała zostać zdemobilizowana dołączyła do dywizjonu artylerii pieszej mjr Mrówczyńskiego, dywizjon poprzez Uściług przeprawił się na zachodni brzeg Bugu docierając do wsi Bereźnica na północ od Horodła. Tu do dywizjonu przybył płk Jasiński z rozkazem powrotu do Włodzimierza, gdyż wojska sowieckie się wycofały. Na wschodni brzeg powrócili zwiadowcy konni dywizjonu i część taboru oraz oddział pieszy, którzy po walce z dywersją ukraińską dostali się wkrótce do niewoli sowieckiej. Część taboru i niewielka część piesza dywizjonu, 20 września na wieść o kłamliwym rozkazie przełożonych i losie żołnierzy płk. Tunguz-Zawiślaka pomaszerowała w kierunku południowym. Niewielkie grupy żołnierzy np. pluton artylerii por. Gularskiego z 13 pal udał się na zachód i dołączył do Grupy „Brześć” inni do Grupy „Kowel” czy Grupy „Chełm” w Grupie płk Zieleniewskiego, dzieląc jej dalsze losy. Oficerowie wzięci do niewoli we Włodzimierzu i okolicach zginęli zamordowani w 1940 roku.
|